# ヴィンデックス (護衛空母)
|          |                                         |
| 艦歴     |                                         |
| 発注     |                                         |
| 起工     | 1942年7月1日                            |
| 進水     | 1943年5月4日                            |
| 就役     | 1943年11月15日                          |
| 退役     | 1947年10月2日                           |
| その後   | 民間に売却後1971年に廃棄                |
| 除籍     |                                         |
| 性能諸元 |                                         |
| 排水量   | 満載 17,000トン                         |
| 全長     | 524 ft (160 m)                          |
| 全幅     | 68 ft (21 m)                            |
| 吃水     | 25 ft (7.6 m)                           |
| 機関     | ディーゼルエンジン、10,700 bhp          |
| 最大速   | 16ノット (30 km/h)                      |
| 乗員     | 700名                                   |
| 兵装     | 4インチ砲2門 2ポンド砲16門 20mm機銃16基 |
| 搭載機   | 15 - 20                                 |

ヴィンデックス (HMS Vindex, D15) は、イギリス海軍の護衛空母。ナイラナ級航空母艦の2番艦。その名を持つ艦としては2隻目。

## 艦歴
ヴィンデックスは1942年7月1日にタインサイドのスワン・ハンター・アンド・ウィグハム・リチャードソン造船で起工する。起工当時は商船であったが、海軍に取得され護衛空母として竣工、1943年末に就役した。
ヴィンデックスは就役後、大西洋および北極海において船団護衛、対潜哨戒任務に従事する。その艦載機のフェアリー ソードフィッシュは4隻のUボートの撃沈に貢献した。第二次世界大戦を切り抜けたヴィンデックスは直ちに極東へ赴き、日本からの兵員および物資の輸送に従事した。
その後1947年に退役、ポート・ラインに売却されポート・ヴィンデックス (Port Vindex) の船名で旅客運送に従事する。ポート・ヴィンデックスは1971年に台湾でスクラップとして売却された。

## 参考図書
- 「世界の艦船増刊第71集　イギリス航空母艦史」(海人社)